# Élise Chassaing
Pour les articles homonymes, voir Chassaing.
Élise Chassaing, née le 11 août 1979 à Clermont-Ferrand (Puy-de-Dôme), est une journaliste et animatrice de télévision française d'origine française par son père et algérienne par sa mère.

## Biographie

### Formation
Après avoir obtenu son baccalauréat, Élise Chassaing intègre une classe prépa littéraire (Hypokhâgne et Khâgne) et poursuit ses études pour obtenir une licence et maîtrise de Langue, Littérature et Civilisation Allemandes. Elle a passé des concours d'écoles de journalisme et est retenue à celle de Bordeaux.
Elle est diplômée de l'IUT de journalisme de Bordeaux en juin 2003.

### Débuts de journaliste à France Télévisions (2003-2008)
En 2003, elle travaille pour le magazine mensuel Lyon Capitale et anime la rubrique « cinéma » dans l'émission Télématin sur France 2.
Elle multiplie les stages pendant ses études. Elle fait un stage de six mois au service culturel de l'hebdomadaire lyonnais Lyon Capitale, puis des stages à France 3, RFO et dans la presse quotidienne régionale.
À la fin de ce cursus universitaire, elle est retenue pour un premier contrat d'été à France 2, où elle reste quelques années. Elle effectue des reportages pour les JT de Télématin, 13 h et 20 h, dans le service Culture / Vie Sociale, avant d'obtenir le poste de chroniqueuse de cinéma pour l'émission Télématin présentée par William Leymergie.
De septembre 2006 à juin 2008, Élise Chassaing présente Le journal de la culture sur Arte en alternance avec Annette Gerlach et Gustav Hofer. Lors du Festival de Cannes 2008, elle est détachée sur la Croisette.

### Chroniqueuse dans le groupe Canal + (2008-2013)
En septembre 2008, elle rejoint la chaîne Canal+ pour animer une chronique cinéma dans l'émission Le Grand Journal.
En septembre 2009, toujours sur Canal +, elle reprend la présentation du magazine hebdomadaire sur le septième art, L'Hebdo cinéma, succédant ainsi à Daphné Roulier.
Elle quitte Le Grand Journal et L'Hebdo cinéma en juin 2010.
À la rentrée 2010, elle présente son coup de cœur cinéma dans l'émission Un autre midi, toujours sur Canal+.
En août 2011, elle rejoint l'équipe de La Nouvelle Édition, émission présentée par Ali Baddou et diffusée tous les midis sur Canal+.
En octobre 2011, elle annonce sa grossesse dans La Nouvelle Édition et interrompt sa participation à l'émission, où elle est remplacée par Pauline Lefèvre, jusqu'en mars 2012.
En septembre 2012, elle rejoint l'équipe de chroniqueurs de l'émission Touche pas à mon poste ! présentée par Cyril Hanouna sur D8, émission qu'elle quitte en janvier 2013 pour raisons personnelles.

### Retour sur France Télévisions (depuis 2013)
Depuis octobre 2013, elle est chroniqueuse dans l'émission Le Lab.Ô, présentée par Sébastien Folin, sur France Ô.
En janvier 2014, elle rejoint l’équipe de l'émission 'On n'est pas que des cobayes ! diffusée sur France 5, en remplacement d'Agathe Lecaron, enceinte. Elle revient la saison suivante en tant que membre de l'équipe à part entière.
Elle quitte l'émission On n'est pas que des cobayes ! à la fin de la saison 4, comme son coéquipier Vincent Chatelain.
À la rentrée 2015, elle est chroniqueuse dans l'émission Les Maternelles sur France 5.
À la rentrée 2017, elle est chroniqueuse sur TV5Monde dans l'émission "64'le monde en français".
En septembre 2018, elle anime sur France 3 Centre-Val de Loire le magazine Renversant.

### Vie privée
Élise Chassaing a deux fils, Basile et Octave, nés en 2011 et 2015.